# Lars Ahlin
Lars Gustaf Ahlin (ur. 4 kwietnia 1915 w Sundsvall, zm. 10 marca 1997 w Sztokholmie) – szwedzki pisarz. Laureat wielu literackich nagród. Przedstawiciel tzw. szkoły fornalskiej (nurtu proletariackiego).

## Życiorys
Lars Ahlin był synem komiwojażera. W wieku 13 lat musiał porzucić szkołę średnią by podjąć pracę zarobkową i w ten sposób odciążyć finansowo rodzinę. We wczesnej młodości Ahlin przeprowadził się do Sztokholmu.
Jego literacki debiut, oceniany przez krytyków jako bardzo dojrzały, przypadł na 1943 rok kiedy to napisał swoją pierwszą powieść. Zawarł w niej program własnej twórczości oraz dał wyraz swojej solidarności z socjalistami.
Pierwszy pisarski sukces odniósł w 1945 roku powieścią Min död är min, w której opisywał doniosłą rolę miłości.
Ahlin w swojej twórczości nie interesował się realizmem. Pociągał go świat wyobrażeniowy i asocjacyjny, co zaprezentował między innymi w powieściach: Om (Jeżeli,
1946) i Natt i marknadstältet (Noc w jarmarcznym namiocie, 1957).
W 1946 roku Lars Ahlin ożenił się z pisarką Gunnel Ahlin.
Najgłośniejszą powieścią Ahlina okazała się Bark och löv – wydana w 1961 roku powieść o twórczym powołaniu artysty. Po dłuższej przerwie, na początku lat 80 Ahlin powrócił do pisania, które kontynuował do śmierci w 1997 roku.

## Utwory
W nawiasie podano tytuł oryginalny utworu i rok pierwszego wydania szwedzkiego.
- Tåbb med manifestet (1943)
- Inga ögon väntar mig (1944)
- Min död är min (1945)
- Storm kring Ahlin (1945) (debaty literackie)
- Om (1946)
- Jungfrun i det gröna (1947)
- Fångnas glädje (1947) (opowiadania)
- Egen spis (1948)
- Lekpaus (1948)
- Eld av eld (1949)
- Huset har ingen filial (1949)
- Ung man med manifest (1951)
- Fromma mord (1952)
- Kanelbiten (1953)
- Wielkie Zapomnienie. Pierwsza książa Zachariasza (Stora Glomskan. Zackarias’ första bok, 1954), tłumaczenie polskie Maria Olszańska, Wydawnictwo Poznańskie, Poznań, 1972
- Kvinna, kvinna (1955)
- Natt i marknadstältet (1957)
- Gilla gång (1958)
- Nattens ögonsten (1958)
- Bark och löv (1961)
- Hannibal Segraren 1982 (razem z Gunnel Ahlin(inne języki))
- Tal på Övralid 1983 (1983)
- Sjätte munnen (1985)
- Vaktpojkens eld (1986) (opowiadania)
- Din livsfrukt (1987)
- 4 pjäser (1990)
- De sotarna! De sotarna! (1990)
- Det florentinska vildsvinet (1991)
- Estetiska Essayer (1994)
- Sjung för de dömda! (1995)
- Breviarium (1996) (eseje)
- Landsatt per fallskärm (2002)
- Som guld i glöd (2007)

## Nagrody i wyróżnienia
- Svenska Dagbladets litteraturpris 1944
- BMF-plaketten 1955
- De Nios stora pris 1960
- Litteraturfrämjandets stora romanpris 1962
- Nagroda Doblouga1963
- Litteraturfrämjandets stora pris 1966
- Hedersdoktor Umeå universitet 1969
- Signe Ekblad-Eldhs pris 1970
- Kellgrenpriset 1982
- Övralidspriset 1983
- Aniara-priset 1983
- Stiftelsen Selma Lagerlöfs litteraturpris 1988
- Augustpriset 1990 (za De sotarna! De sotarna!)
- Gerard Bonniers pris 1991
- Osobista Nagroda Ivara Lo-Johanssona 1992
- Svenska Akademiens nordiska pris 1995